# Wereld (christendom)
De wereld is een begrip uit het christendom.
De termen ‘de wereld’ en het bijbehorende bijvoeglijk naamwoord ‘werelds’ worden meestal in ongunstige zin gebruikt; dit komt voort uit de opvatting dat een gelovige zich dient te onthouden van assimilatie met de wereld maar ook van wereldse denkwijzen en gedrag binnen de eigen kring. Er zijn echter uiteenlopende interpretaties over waar ‘de wereld’ voor staat en de mate waarin men zich ermee in mag of kan laten.

## Bijbelse basis

### Oude Testament
Het Oude Testament maakt naar verhouding weinig melding van de term ‘wereld’ en doet dat bijna alleen in neutrale zin: het betreft dan de wereld zoals zij is geschapen door God, waarmee het ongeveer gelijkstaat aan de oppervlakte van de Aarde, of de bewoonde wereld/de mensheid in het algemeen. Een tekst waarin de wereld en de aarde naast elkaar worden genoemd is Jesaja 18:3: “Alle inwoners der wereld en bewoners der aarde” (Nieuwe Bijbelvertaling, NBV). Slechts eenmaal, en dan in de vertaling NBG 1951, wordt het woord ‘werelds’ genoemd. Daar is in Psalm 17:14 sprake van “de wereldse mannen, wier deel in dit leven is”. De NBV spreekt hier van “die mannen des doods, die leven voor kortstondig gewin”.

### Nieuwe Testament
Het Nieuwe Testament geeft veel vaker het woord ‘wereld’. Ook hier is er een neutraal gebruik te lezen, bijvoorbeeld:
De God die de wereld heeft gemaakt en alles wat er leeft (Handelingen 17:24)
Er zijn ik weet niet hoeveel talen in de wereld… (1 Korintiërs 14:10)
Veel vaker wordt 'wereld' negatief gebruikt. Het evangelie volgens Johannes bevat talrijke citaten van Jezus met daarin de wereld als een plaats om afstand van te nemen, zoals:
Als jullie van de wereld waren, zou de wereld jullie als het hare erkennen en liefhebben. Maar jullie zijn niet van de wereld: Ik heb jullie uit de wereld uitgekozen, en daarom haat de wereld jullie. (Johannes 15:19 (Willibrordvertaling 1995, WV’95))
Ook in bijvoorbeeld Johannes 17:14 wordt van de ‘haat’ van de wereld jegens de gelovigen gesproken. Andere voorbeelden:
Wij nu hebben niet de geest der wereld ontvangen, maar de Geest uit God, opdat wij zouden weten, wat ons door God in genade geschonken is.  (1 Korintiërs 2:12 (NBG 1951))
Heb de wereld en wat in de wereld is niet lief. Als iemand de wereld liefheeft, is de liefde van de Vader niet in hem. (1 Johannes 2:15)
De nadruk ligt hier op de wereld van de mensen zoals zij is geworden door in zonde te vallen en wordt zodoende beschreven als dé plek waar de zonde alomtegenwoordig is.
Overigens kent ook het Nieuwe Testament slechts één vermelding van het woord ‘werelds’ (in diverse vertalingen), te weten Titus 2:12, waar wordt gesproken over ‘wereldse begeerten’. Verder komt de term ‘wereldgeesten’ voor, bijvoorbeeld in de NBG 1951-versie van Galaten 4:3 (NBV: ‘machten van de wereld’, WV’95: ‘machten van de kosmos’).

## Toepassing
In de praktijk van het christendom wordt de nieuwtestamentische betekenis van de ‘wereld’ verschillend toegepast, hetgeen vaak samenhangt met verschillende theologische scholing en geloofsrichting. In conservatievere stromingen binnen het westers christendom, waar meer de nadruk ligt op Bijbels gefundeerde ethiek en zondebesef, zullen vaker geneigd zijn iets als werelds bestempelen dan progressievere, vrijzinnige of hedendaags evangelische groepen.
In het ascetisme van het oosters christendom wordt de wereld gezien als de plek die geregeerd wordt door hartstochten, haar grootste zonde, en daarom worden die hartstochten zelf ‘de wereld’ genoemd. Het overwinnen van de wereld is gelijk aan het overwinnen van de hartstochten.
Naast ‘werelds’ komt ook het neutralere adjectief ‘wereldlijk’, ofwel seculier, voor. Hiermee wordt meestal slechts aangeduid dat een instantie (met name een overheid) geen religieuze status of taak heeft, maar slechts wereldlijk gezag. Het streven naar een zo seculier mogelijke overheid, los van enige religieuze inmenging, heet secularisme.